# Philonotis glabrata
Philonotis glabrata är en bladmossart som beskrevs av Brotherus in Skottsberg 1924. Philonotis glabrata ingår i släktet källmossor, och familjen Bartramiaceae. Inga underarter finns listade i Catalogue of Life.